# Carlo Vidusso
Carlo Vidusso (Talcahuano, 10 febbraio 1911 – Milano, 5 agosto 1978) è stato un pianista e didatta italiano.

## Biografia
Nato in Cile, studiò pianoforte con Ernesto Drangosch e si diplomò a 9 anni a Buenos Aires.
Trasferitosi in Italia, studiò composizione con Giulio Cesare Paribeni e Renzo Bossi al Conservatorio di Milano e continuò al pianoforte con Carlo Lonati. 
A 14 anni cominciò a suonare per i concerti della EIAR di Milano.
Virtuoso dotato di tecnica eccezionale e leggendaria facilità di lettura, iniziò a vent'anni un'intensa carriera concertistica in Italia e in Europa.
Sulla straordinaria lettura a prima vista di Vidusso sono noti diversi aneddoti: a quanto pare era in grado di risolvere al volo complicati problemi di diteggiatura senza alcuno sforzo.
In un caso, fu chiamato a sostituire in extremis (poche ore prima del concerto) un pianista infortunato ad una mano, su brani che aveva ascoltato sì, ma mai studiato.
Vidusso eseguì il concerto senza prove, dopo aver poco più che scorso la partitura nei camerini; ciononostante, la qualità dell'esecuzione fu tale che né il pubblico comune né gli esperti presenti in sala intuirono minimamente quanto era accaduto.
Questa dote avrebbe anche alimentato una "bonaria" malignità nei suoi riguardi, secondo la quale le sue esecuzioni con lo studio peggioravano rispetto alla prima lettura.
La sua maniacale cura per la diteggiatura era esasperata a tal punto da diteggiare tutte le note dello spartito con una logica digitale che richiedeva un uso di tutte le dita e soprattutto che sulla ripetizione di un tasto la diteggiatura cambiasse in modo tale da ottenere un suono mai uguale al precedente.
Inoltre nelle sue diteggiature usava indicare con il "6" che il tasto venisse suonato con il quinto-quarto-terzo e pollice in mezzo contemporaneamente per una sonorità più piena;
il "7" indicava la stessa situazione ma in maniera trasversa cioè con il palmo della mano rivolto verso l'esterno; l'"8" il pollice che tiene due tasti contemporaneamente; il "9" l'indice rovesciato per una sonorità più leggera e il "10" il pugno chiuso sui tasti.
Anche l'uso del pedale era curato al dettaglio e con un'indicazione precisa in cui segnava i casi in cui lo stesso doveva essere tolto completamente e anche quando doveva essere risollevato per metà, un quarto, un ottavo ecc.
Oltre a diteggiare tutte le note dello spartito con una estrema cura e attenzione alla migliore soluzione da scegliere e segnare ove necessario il pedale, un particolare piuttosto curioso di Vidusso a conferma ancor di più della sua estrema cura per i dettagli stava nell'indicare quante note ci fossero nello spartito.
A causa di un disturbo al terzo dito della mano destra, Vidusso smise di suonare in pubblico verso la fine del 1953.
Si dedicò quindi completamente all'insegnamento. Tra i suoi molti allievi, vi sono Leonardo Leonardi, Piero Rattalino, Maurizio Pollini, Graziella Provedel, Renata Tebaldi (che fu da lui esaminata quando si diplomò in pianoforte a Parma), André-Sebastien Savoie, Paolo Marcarini, Ernesto Esposito, Gerolamo Vago, Leopoldo La Rosa, Viviana Invernizzi, Giorgio Koukl, Donella Sabatini. Ha diteggiato molte musiche pianistiche. Ha vinto numerosi concorsi pianistici internazionali. 
Venne sepolto al cimitero di Lambrate, ove i resti sono stati in seguito posti in una celletta.

## Vidusso e Pollini al concorso Busoni
Durante l'edizione del 1956 del Concorso pianistico internazionale Ferruccio Busoni, Vidusso doveva coprire il ruolo di pianista esecutore per il concorso di composizione. Impossibilitato, propose come sostituto il suo allievo Maurizio Pollini, allora quattordicenne; la proposta fu accolta dalla giuria, ma con una certa perplessità dovuta alla giovane età del discepolo. Pollini sbalordì tutti eseguendo impeccabilmente i brani in concorso e, fatto inusuale, a memoria, nonostante il breve tempo a disposizione per apprenderli; imponendosi così all'attenzione per le proprie non comuni doti, di cui avrebbe poi dato continue prove in seguito.